# Pedro Carbo (kanton)
Pedro Carbo – kanton w prowincji Guayas, w Ekwadorze. Stolicą kantonu jest Pedro Carbo.